# Archie Thompson
Archie Thompson, född den 23 oktober 1978, är en australisk före detta fotbollsspelare. Han spelar för Melbourne Victory FC i den australiska och nyzeeländska proffsligan A-League. Han spelar även i Australiens fotbollslandslag. Han har rekordet i gjorda mål i en och samma match i landslagssammanhang med 13 mål.

## Klubbkarriär
Thompson började sin karriär i Bathurst '75, men flyttade snart till Gippsland Falcons SC som då spelade i National Soccer League (NSL) som då var den högsta nationella ligan i Australien. Där spelade han tills klubben hamnade i ekonomiska problem och då bytte han till Carlton SC i NSL en säsong och sedan gick han till Marconi Stallions FC, även de en toppklubb i NSL.
Efter ett genombrott under säsongen 2000/2001 gick Thompson till den belgiska toppklubben Lierse SK. Där blev han kvar under fyra säsonger.
Därefter flyttade Thompson tillbaka till Australien och denna gång gick han till den nystartade klubben Melbourne Victory FC som då skulle spela i den nya proffsligan A-League. Första säsongen i A-League vann Thompson skytteligan tillsammans med tre andra spelare. Under våren 2006 lånades Thompson ut till den nederländska storklubben PSV Eindhoven, men han fick ingen förlängning på lånekontraktet och åkte tillbaka till Melbourne senare samma år.

## Landslagskarriär
Thompson debuterade i det australiska landslaget den 28 februari 2001 i en vänskapsmatch mot Colombia. I april 2001 blev han inkallad till landslagets kvalmatcher till fotbolls-VM 2002 och i den första matchen den 9 april 2001 fick Thompson göra ett inhopp då han hann med att göra sitt första landslagsmål när Australien slog Tonga med hela 22-0, vilket då var nytt rekord i segermarginal i en landskamp. Två dagar senare, den 11 april 2001, mötte Australien Amerikanska Samoa och i den matchen fick Thompson spela från start. Australien slog då sitt två dagar gamla rekord då segerresultatet slutade på hela 31–0. Thompson gjorde i den matchen hela 13 mål vilket även det var nytt rekord för en spelare i en landskamp.
Senare gjorde Thompson några landskamper till under 2001, bland annat några inhopp under FIFA Confederations Cup, men efter 2001 slutade han kallas in till landslaget. Det var först 2004 som Thompson återigen blev inkallad till landslaget och efter det har han spelat lite mer regelbundet i landslaget, ofta som inhoppare. Han var en av endast tre spelare som spelade i A-League som var med i den australiensiska VM-truppen 2006. Han fick dock aldrig spela någonting under VM. Han var även en av tre spelare över 23 som deltog i Australiens OS-trupp under OS 2008.